# حضارة أوردوس
حضارة أوردوس

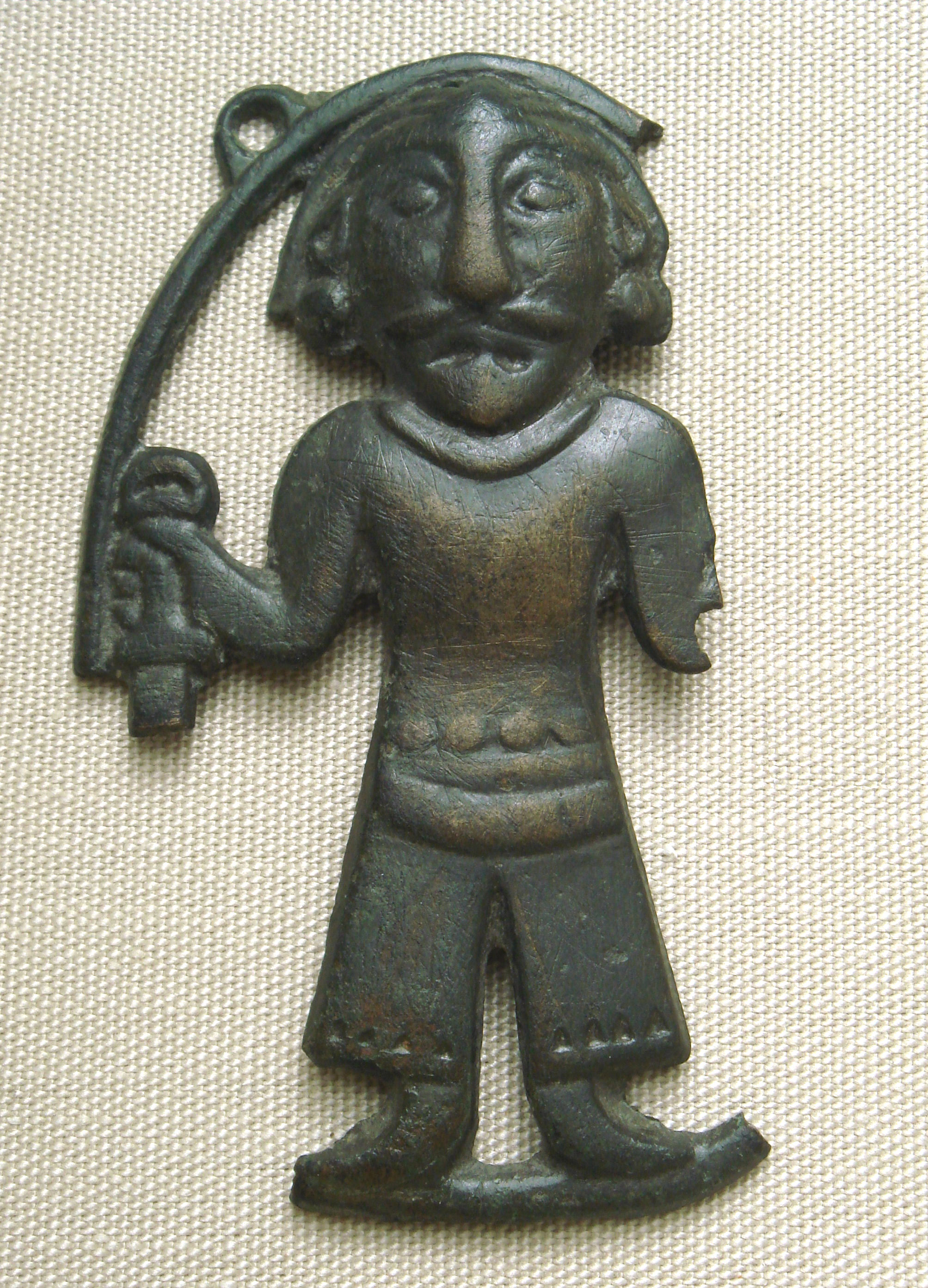

حضارة أو ثقافة اوردوس هي تلك الحضارة التي ظهرت في صحراء اوردوس الواقعة في جنوب منغوليا الداخلية التابعة لجمهورية الصين الشعبية وقد اكتشفت مابين 1977 إلى 1984.
ترجع الحضارة الأقدم في هذه المنطقة إلى ما 50,000 و35,000 سنة وهي حضارة ما قبل تاريخية من العصر الحجري القديم الأعلى أن البقايا المصنوعة والهياكل العضمية تدل على أن أصحابها من الجنس الأصفر (المنغولوئي) رغم وجود بعض التداخلات من تأثيرات الجنس الأبيض (القوقازي).
صناعاتهم تشبه المصنوعات الموستيرية- اللوفالوازية
اما الحضارة الأحدث (حضارة زوكايغو أو جوكايغو من العصر الحجري الحديث) فتعود إلى ما بين2200 إلى 1500 ق م وحتى إلى العصر البرونزي
اما الشعوب الأجنبية البيضاء التي وصلت تاثيراتها إلى المنطقة في القرون القليلة قبل الميلاد(من القرن 6 إلى القرن 2 ق م) فهي تأثيرات شعب الاسقيطيين والصاكا البدوية
و في القرن الثاني قامت الأطراف الصينية في حقبة الممالك المتحاربة بشن وهجومات واحتلال منطقة اوردوس.